# Grudziądzkie Zakłady Przemysłu Gumowego „Stomil”
Grudziądzkie Zakłady Przemysłu Gumowego „Stomil” S.A. (GZPGum. „Stomil” S.A.) – byłe przedsiębiorstwo wyrobów gumowych z siedzibą w Grudziądzu.

## Historia
Grudziądzkie Zakłady Przemysłu Gumowego „Stomil” wywodziły swoją historię od utworzonego z inicjatywy Samuela Halperina 25 października 1923 roku w Grudziądzu przedsiębiorstwa „Polski Przemysł Gumowy Towarzystwo Akcyjne w Grudziądzu” (PePeGe). Sama fabryka powstała przy obecnej ulicy Waryńskiego na terenach po byłej cegielni Ludwika Meissnera. Od lipca 1924 roku uruchomiono w fabryce produkcję kaloszy, a w grudniu tego roku produkcja dzienna wynosiła już ok. 2000 par. W 1927 roku zakłady PePeGe zatrudniały 2500 osób przy dziennej produkcji 15 000 par kaloszy, śniegowców, obuwia sportowego i ludowego. W roku 1929, w szczytowym okresie produkcji, w zakładzie w Grudziądzu oraz w filiach w Wąbrzeźnie i w Warszawie zatrudnionych było 5558 robotników i 297 pracowników biurowych. Produkcja zakładu obejmowała wówczas:
- Obuwie sportowe, gimnastyczne i ludowe;
- Kalosze, śniegowce i buty gumowe;
- Tkaniny gumowane;
- Opony i dętki rowerowe;
- Artykuły techniczne;
- Węże gumowe;
- Płaszcze i kurtki gumowe.

W 1930 roku fabryka eksportowała swoje wyroby do 23 krajów.
Na przełomie lat 1929 i 1930 nastąpiły pierwsze trudności. W lipcu 1934 roku straty fabryki przewyższyły kapitał akcyjny. Wobec takiego stanu rzeczy 4 marca 1935 roku pełnomocnik fabryki wniósł do sądu podanie o upadłość. Oficjalnie upadłość zakładu ogłoszona została 23 marca 1935 roku, jednakże już od 1936 roku zakład został uruchomiony ponownie. Dzierżawiła go firma Ardal, która w 1937 roku zatrudniała do 1300 pracowników.
W latach 1939–1945 zakład podporządkowany był zarządowi niemieckiemu i funkcjonował pod nazwą Radium Gummiwerke mit beschränkter Haftung. W tym okresie zaopatrywał armię niemiecką m.in. w buty robocze, łodzie pontonowe, maski i ochraniacze przeciwgazowe, płyty podeszwowe, rękawice gumowe i tkaniny gumowane. W wyniku walk o Grudziądz na początku 1945 roku zniszczone zostało 70% fabryki.
W sierpniu 1945 roku, wykorzystując ocalałą infrastrukturę i resztki surowca pozostawionego przez Niemców uruchomiono produkcję płyt podeszwowych. Od 1950 roku produkowano obuwie tkaninowo-gumowe, buty robocze, kleje gumowe i tkaniny gumowane. Po 1945 roku fabryka funkcjonowała pod różnymi nazwami. W 1969 roku oficjalnie przemianowano ją na Grudziądzkie Zakłady Przemysłu Gumowego, a w 1971 roku dodano nazwę „Stomil”. Do 1982 roku zakład wchodził w skład Zjednoczenia Przemysłu Gumowego „Stomil” z siedzibą w Łodzi.
W latach 1950–1980 zakład był intensywnie rozbudowywany. Unowocześniono metody produkcji i uruchomiono produkcję nowych wyrobów takich, jak:
- obuwie filcowo-gumowe;
- łodzie i materace pneumatyczne;
- tratwy ratunkowe;
- nowe typy płyt podeszwowych;
- obuwie plażowe metodą wtrysku PCW;
- płetwy i maski pływackie oraz ubrania dla płetwonurków.

Równocześnie rozbudowywano też infrastrukturę i wyposażano zakład w nowe maszyny i urządzenia, co pozwalało na wprowadzenie coraz nowszych i wydajniejszych metod produkcji.
Wobec powstałej w latach 90. nowej sytuacji ekonomicznej, tj. kryzysie w wielu branżach przemysłu oraz wzroście udziału w rynku produktów importowanych, nastąpił spadek produkcji w zakładach. W związku z tym nastąpiła konieczność restrukturyzacji i podziału zakładu na mniejsze spółki. W 1994 roku z zakładu wyodrębniła się spółka „Milagro”, a w 1995 roku powstał „Stomil” S.A., w którego skład weszły spółki z.o.o.: „Mechanik”, „Rofis”, „Korner”, „Hevea”, „Makat”, „Delta” i „Pallas”.
Do 1999 roku upadły spółki „Mechanik”, „Makat”, „Delta” i „Pallas”. Sytuację próbowano ratować w 2000 roku, łącząc istniejące pozostałe spółki „Rofis”, „Korner” i „Hevea”. Podjęte działanie nie przyniosło jednak oczekiwanego rezultatu, a GZPGum. „Stomil” S.A. ogłosiło upadłość 23 października 2001 roku.